# Cyril Nzama
Cyril "Skhokho" Nzama (Soweto, 26 de junho de 1974) é um ex-futebolista sul-africano, que atuava como defensor. 

## Carreira
Frank Schoeman representou o elenco da Seleção Sul-Africana de Futebol no Copa do Mundo de 2002.